# براهیم مهامت
براهیم مهامت (انگلیسی: Brahim Mahamat؛ زادهٔ ۱۳ نوامبر ۱۹۹۵) بازیکن فوتبال است.
وی همچنین در تیم ملی فوتبال چاد بازی کرده‌است.